# Torsade de Pointes

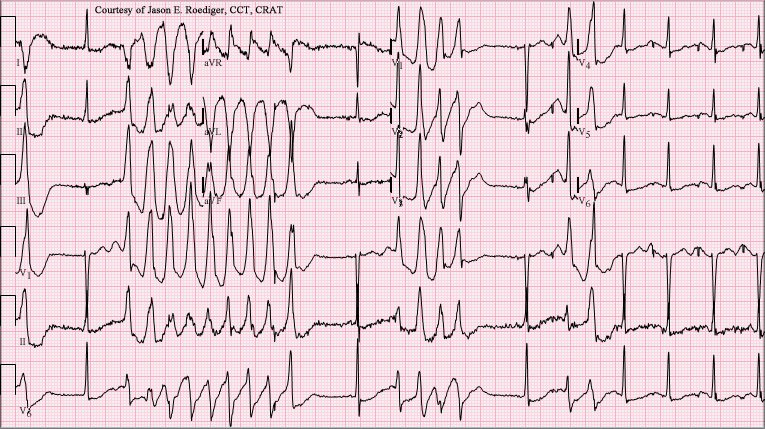
Cardiogram met Torsade de Pointes

Een Torsade de Pointes is een hartritmestoornis die kan leiden tot plotse hartdood. Het is een karakteristieke vorm van een polymorfe ventrikeltachycardie, die typisch voorkomt bij een congenitale of verworven vorm van het lange-QT-syndroom.

## Diagnose
Een Torsade de Pointes wordt gekenmerkt door een typisch ECG-patroon waarbij het QRS-complex als een golfbeweging pendelt om de iso-elektrische basislijn, waarbij de amplitude van het QRS-complex slag na slag lager wordt, vervolgens omslaat naar de andere zijde van de basislijn, slag na slag weer groter wordt tot de maximale uitslag en dan weer kleiner, als een sinusoïde golfbeweging. 
Het basismechanisme van dit fenomeen is dat van een functioneel microreentry circuit, waarbij dit circuit als het oog van een tornado cirkelt door de linkerkamer. Bij aanvang is doorgaans sprake van een lange QT-tijd, waarna een R-op-T fenomeen de ritmestoornis opstart. Doorgaans eindigt een Torsade de Pointes spontaan, maar het kan ook overgaan in ventrikelfibrilleren.

## Oorzaken
De oorzaak van Torsades de Pointes is doorgaans een verlengde QT-tijd, bijvoorbeeld in het kader van een congenitaal lange-QT-syndroom. Daarnaast zijn er een aantal verschillende oorzaken die kunnen leiden tot een QT-tijdverlenging. Aangezien bijvoorbeeld een hypokaliëmie niet bij iedereen leidt tot een lange QT-tijd, speelt genetische aanleg vermoedelijk een rol.

### Verworven lange QT-tijd
- Elektrolytstoornissen.
  - Hypokaliëmie, bijvoorbeeld door braken, zeer slechte voedselinname, diarree of gebruik van thiazidediuretica
  - Hypomagnesiëmie, bijvoorbeeld door zeer slechte voedselinname en diarree of een short bowel syndrome
  - Hypocalciëmie
- Medicatie. Veel verschillende medicijnen geven een verhoogd risico op QT-tijdverlenging[1], onder veel meer:
  - Antiaritmica zoals sotalol, kinidine en amiodaron
  - Antibiotica, speciaal de fluoroquinolonen, claritromycine, cotrimoxazol en erytromycine

## Risicofactoren
Een aantal zaken verhogen het risico op Torsades de Pointes, waaronder de eerder genoemde elektrolytstoornissen, een bradycardie, een slechte linkerkamerfunctie (systolisch hartfalen) en hypothermie.

## Behandeling
De behandeling is gericht op het corrigeren van de onderliggende oorzaak, dus op corrigeren van de elektrolytstoornissen en staken van de oorzakelijke medicijnen. Ter preventie kan bij patiënten met een congenitaal lange-QT-syndroom type I, II en III een betablokker gegeven worden. Daarnaast kan bij hardnekkig recidiverende Torsades de Pointes die veroorzaakt worden door een bradycardie gestart worden met acute of chronische pacing. Als sprake is van een verworven lange-QT-syndroom kan bovendien in een acute setting gestart worden met isoprenaline, mits de Torsades de Pointes wederom bradycardie-geïnduceerd zijn.